# L'Olivier (film)
Pour les articles homonymes, voir L'Olivier (homonymie).
Pour plus de détails, voir Fiche technique et Distribution.
L'Olivier (titre original : El olivo) est un film espagnol réalisé par Icíar Bollaín, sorti en 2016.

## Synopsis
Alma a 20 ans et adore son grand-père, qui depuis maintenant plusieurs années ne parle plus. Lorsqu'il décide non seulement de ne plus parler, mais d'arrêter également de se nourrir, elle décide d'aller récupérer l'arbre familial, âgé de plus de deux mille ans, que la famille a vendu contre sa volonté quelques années plus tôt. Pour cela, elle aura besoin de l'aide de son oncle, victime de la crise familiale, de son ami Rafa et de bien d'autres encore. Le problème étant de savoir dans quelle partie du monde se trouve cet olivier, et surtout, comment le rapporter.

## Fiche technique
- Titre original : El olivo
- Titre français : L'Olivier
- Réalisation : Icíar Bollaín
- Scénario : Paul Laverty
- Photographie : Sergi Gallardo
- Musique : Pascal Gaigne
- Pays d'origine : Espagne
- Genre : comédie dramatique
- Durée : 100 minutes
- Date de sortie : 2016

## Distribution
- Anna Castillo  : Alma, la jeune femme
- Javier Gutiérrez : Alcachofa, ou Alka (Arti dans la version sous-titrée) : l'oncle d'Alma
- Pep Ambròs : Rafa, le copain d'Alma, camionneur
- Manuel Cucala : Ramón, le grand-père d'Alma
- Miguel Angel Aladren : Luis, le père d'Alma
- Carme Pla  : Vanessa, une amie d'Alma
- Ana Isabel Mena : Sole
- María Romero : Wiki, une amie d'Alma
- Paula Usero : Adelle